# Macronemurus maghrebinus
Macronemurus maghrebinus is een insect uit de familie van de mierenleeuwen (Myrmeleontidae), die tot de orde netvleugeligen (Neuroptera) behoort. 
Macronemurus maghrebinus is voor het eerst wetenschappelijk beschreven door Hölzel in 1987.